# Élections cantonales de 2004 en Haute-Corse
Les élections cantonales ont eu lieu les 21 et 28 mars 2004.
Lors de ces élections, 14 des 30 cantons de la Haute-Corse ont été renouvelés. Elles ont vu la reconduction de la majorité PRG dirigée par Paul Giacobbi, président du conseil général depuis 1998.

## Résultats à l’échelle du département
Répartition départementale des résultats (2e tour).
- PRG (15,43 %)
- DVG (36,12 %)
- Régionalistes (3,12 %)
- UMP (17,29 %)
- DVD (28,04 %)

| Étiquette      | Étiquette                         | Premier tour | Premier tour | Second tour | Second tour | Sièges |
| Étiquette      | Étiquette                         | Voix         | %            | Voix        | %           | Sièges |
| -------------- | --------------------------------- | ------------ | ------------ | ----------- | ----------- | ------ |
|                | Divers gauche                     | 10 618       | 32,24        | 7 288       | 36,12       | 5      |
|                | Parti radical de gauche           | 3 907        | 11,86        | 3 114       | 15,43       | 3      |
|                | Parti socialiste                  | 4 209        | 12,78        |             |             |        |
|                | Parti communiste français         | 2 935        | 8,91         |             |             |        |
| Gauche         | Gauche                            | 21 669       | 65,79        | 10 402      | 51,55       | 8      |
|                |                                   |              |              |             |             |        |
|                | Divers droite                     | 6 545        | 19,87        | 5 658       | 28,04       | 2      |
|                | Union pour un mouvement populaire | 2 755        | 8,37         | 3 488       | 17,29       | 2      |
|                | Front national                    | 401          | 1,22         |             |             |        |
| Droite         | Droite                            | 9 701        | 29,46        | 9 146       | 45,33       | 4      |
|                |                                   |              |              |             |             |        |
|                | Régionalistes                     | 1 297        | 3,94         | 630         | 3,12        | 0      |
|                |                                   |              |              |             |             |        |
|                | Divers                            | 266          | 0,81         |             |             |        |
|                |                                   |              |              |             |             |        |
| Inscrits       | Inscrits                          | 45 646       | 100,00       | 25 274      | 100,00      |        |
| Abstention     | Abstention                        | 10 777       | 23,61        | 4 104       | 16,24       |        |
| Votants        | Votants                           | 34 869       | 76,39        | 21 170      | 83,76       |        |
| Blancs et nuls | Blancs et nuls                    | 1 936        | 5,55         | 992         | 4,69        |        |
| Exprimés       | Exprimés                          | 32 933       | 94,45        | 20 178      | 95,31       |        |

## Résultats par canton

### Canton d'Alto-di-Casaconi
| Candidats      | Candidats           | Étiquette      | Premier tour | Premier tour | Second tour | Second tour |
| Candidats      | Candidats           | Étiquette      | Voix         | %            | Voix        | %           |
| -------------- | ------------------- | -------------- | ------------ | ------------ | ----------- | ----------- |
|                | François Pancrazi*  | UMP            | 988          | 45,01        | 1 162       | 52,70       |
|                | Bernard Graziani    | DVG            | 568          | 25,88        | 1 043       | 47,30       |
|                | Annonciade Niellini | DVD            | 522          | 23,78        | Retrait     | Retrait     |
|                | Charles Casabianca  | PCF            | 117          | 5,33         |             |             |
|                |                     |                |              |              |             |             |
| Inscrits       | Inscrits            | Inscrits       | 2 570        | 100,00       | 2 570       | 100,00      |
| Abstention     | Abstention          | Abstention     | 336          | 13,07        | 306         | 11,91       |
| Votants        | Votants             | Votants        | 2 234        | 86,93        | 2 264       | 88,09       |
| Blancs et nuls | Blancs et nuls      | Blancs et nuls | 39           | 1,75         | 59          | 2,61        |
| Exprimés       | Exprimés            | Exprimés       | 2 195        | 98,25        | 2 205       | 97,39       |

*sortant

### Canton de Bastia-1
| Candidats      | Candidats                    | Étiquette      | Premier tour | Premier tour | Second tour | Second tour |
| Candidats      | Candidats                    | Étiquette      | Voix         | %            | Voix        | %           |
| -------------- | ---------------------------- | -------------- | ------------ | ------------ | ----------- | ----------- |
|                | Jean-Louis Milani            | DVD            | 860          | 36,38        | 1 509       | 63,99       |
|                | Albert Calloni               | PRG            | 679          | 28,72        | 849         | 36,01       |
|                | Ange Rovere*                 | PCF            | 472          | 19,97        | Retrait     | Retrait     |
|                | Emmanuelle de Gentili        | PS             | 129          | 5,46         |             |             |
|                | Christophe Canioni           | SE             | 101          | 4,27         |             |             |
|                | Marie-Jeanne Jacob Dit Luzie | FN             | 71           | 3,00         |             |             |
|                | Bernard Mattei               | DVG            | 52           | 2,20         |             |             |
|                |                              |                |              |              |             |             |
| Inscrits       | Inscrits                     | Inscrits       | 3 176        | 100,00       | 3 176       | 100,00      |
| Abstention     | Abstention                   | Abstention     | 674          | 21,22        | 580         | 18,26       |
| Votants        | Votants                      | Votants        | 2 502        | 78,78        | 2 596       | 81,74       |
| Blancs et nuls | Blancs et nuls               | Blancs et nuls | 138          | 5,52         | 238         | 9,17        |
| Exprimés       | Exprimés                     | Exprimés       | 2 364        | 94,48        | 2 358       | 90,83       |

*sortant

### Canton de Bastia-3
| Candidats      | Candidats              | Étiquette      | Premier tour | Premier tour |
| Candidats      | Candidats              | Étiquette      | Voix         | %            |
| -------------- | ---------------------- | -------------- | ------------ | ------------ |
|                | Jean-Jacques Vendasi*  | PRG            | 688          | 69,28        |
|                | Michel Bruschini       | SE             | 165          | 16,62        |
|                | Michel Pujau           | PCF            | 90           | 9,06         |
|                | Octave Jacob Dit Luzie | FN             | 50           | 5,04         |
|                |                        |                |              |              |
| Inscrits       | Inscrits               | Inscrits       | 1 441        | 100,00       |
| Abstention     | Abstention             | Abstention     | 368          | 25,54        |
| Votants        | Votants                | Votants        | 1 073        | 74,46        |
| Blancs et nuls | Blancs et nuls         | Blancs et nuls | 80           | 7,46         |
| Exprimés       | Exprimés               | Exprimés       | 993          | 92,54        |

*sortant

### Canton de Belgodère
| Candidats      | Candidats            | Étiquette      | Premier tour | Premier tour | Second tour | Second tour |
| Candidats      | Candidats            | Étiquette      | Voix         | %            | Voix        | %           |
| -------------- | -------------------- | -------------- | ------------ | ------------ | ----------- | ----------- |
|                | Pierre Mancini       | DVG            | 798          | 28,15        | 1 264       | 43,17       |
|                | Michel Nobili        | UMP            | 783          | 27,62        | 1 034       | 35,31       |
|                | Lionel Mortini       | REG            | 645          | 22,75        | 630         | 21,52       |
|                | Jacques Andreani     | DVG            | 587          | 20,71        | Retrait     | Retrait     |
|                | Yves-Marie Jean-Bart | DVD            | 22           | 0,78         |             |             |
|                |                      |                |              |              |             |             |
| Inscrits       | Inscrits             | Inscrits       | 3 370        | 100,00       | 3 369       | 100,00      |
| Abstention     | Abstention           | Abstention     | 485          | 14,39        | 365         | 10,83       |
| Votants        | Votants              | Votants        | 2 885        | 85,61        | 3 004       | 89,17       |
| Blancs et nuls | Blancs et nuls       | Blancs et nuls | 50           | 1,73         | 76          | 2,53        |
| Exprimés       | Exprimés             | Exprimés       | 2 835        | 98,27        | 2 928       | 97,47       |

### Canton de Campoloro-di-Moriani
| Candidats      | Candidats       | Étiquette      | Premier tour | Premier tour |
| Candidats      | Candidats       | Étiquette      | Voix         | %            |
| -------------- | --------------- | -------------- | ------------ | ------------ |
|                | Claude Olivesi* | DVG            | 2 551        | 93,00        |
|                | Joseph Agostini | PCF            | 192          | 7,00         |
|                |                 |                |              |              |
| Inscrits       | Inscrits        | Inscrits       | 4 523        | 100,00       |
| Abstention     | Abstention      | Abstention     | 1 548        | 34,23        |
| Votants        | Votants         | Votants        | 2 975        | 65,77        |
| Blancs et nuls | Blancs et nuls  | Blancs et nuls | 232          | 7,80         |
| Exprimés       | Exprimés        | Exprimés       | 2 743        | 92,20        |

*sortant

### Canton de Capobianco
| Candidats      | Candidats                    | Étiquette      | Premier tour | Premier tour | Second tour | Second tour |
| Candidats      | Candidats                    | Étiquette      | Voix         | %            | Voix        | %           |
| -------------- | ---------------------------- | -------------- | ------------ | ------------ | ----------- | ----------- |
|                | François Orlandini*          | PRG            | 920          | 46,23        | 1 408       | 71,22       |
|                | Michèle Napoleoni-Giovannini | DVD            | 443          | 22,26        | 569         | 28,78       |
|                | Michel Tomei                 | DVG            | 270          | 13,57        |             |             |
|                | Michel Fantozzi              | PS             | 205          | 10,30        |             |             |
|                | Ange Francioni               | PCF            | 152          | 7,64         |             |             |
|                |                              |                |              |              |             |             |
| Inscrits       | Inscrits                     | Inscrits       | 2 722        | 100,00       | 2 723       | 100,00      |
| Abstention     | Abstention                   | Abstention     | 652          | 23,95        | 612         | 22,48       |
| Votants        | Votants                      | Votants        | 2 070        | 76,05        | 2 111       | 77,52       |
| Blancs et nuls | Blancs et nuls               | Blancs et nuls | 80           | 3,86         | 134         | 6,35        |
| Exprimés       | Exprimés                     | Exprimés       | 1 990        | 96,14        | 1 977       | 93,65       |

*sortant

### Canton de Castifao-Morosaglia
| Candidats      | Candidats                | Étiquette      | Premier tour | Premier tour |
| Candidats      | Candidats                | Étiquette      | Voix         | %            |
| -------------- | ------------------------ | -------------- | ------------ | ------------ |
|                | Serge Grisoni*           | DVG            | 1 654        | 69,15        |
|                | Marie-Thérèse Casaromani | PCF            | 281          | 11,75        |
|                | Charles Straboni         | DVD            | 275          | 11,50        |
|                | Pierre Castellani        | REG            | 182          | 7,61         |
|                |                          |                |              |              |
| Inscrits       | Inscrits                 | Inscrits       | 2 983        | 100,00       |
| Abstention     | Abstention               | Abstention     | 514          | 17,23        |
| Votants        | Votants                  | Votants        | 2 469        | 82,77        |
| Blancs et nuls | Blancs et nuls           | Blancs et nuls | 77           | 3,12         |
| Exprimés       | Exprimés                 | Exprimés       | 2 392        | 96,88        |

*sortant

### Canton de La Conca-d'Oro
| Candidats      | Candidats        | Étiquette      | Premier tour | Premier tour |
| Candidats      | Candidats        | Étiquette      | Voix         | %            |
| -------------- | ---------------- | -------------- | ------------ | ------------ |
|                | Claudy Olmeta*   | DVD            | 1 838        | 80,12        |
|                | Thérèse Marietti | PCF            | 456          | 19,88        |
|                |                  |                |              |              |
| Inscrits       | Inscrits         | Inscrits       | 3 617        | 100,00       |
| Abstention     | Abstention       | Abstention     | 1 096        | 30,30        |
| Votants        | Votants          | Votants        | 2 521        | 69,70        |
| Blancs et nuls | Blancs et nuls   | Blancs et nuls | 227          | 9,00         |
| Exprimés       | Exprimés         | Exprimés       | 2 294        | 91,00        |

*sortant

### Canton de Corte
| Candidats      | Candidats              | Étiquette      | Premier tour | Premier tour | Second tour | Second tour |
| Candidats      | Candidats              | Étiquette      | Voix         | %            | Voix        | %           |
| -------------- | ---------------------- | -------------- | ------------ | ------------ | ----------- | ----------- |
|                | Pierre-Joseph Ghionga* | DVG            | 1 399        | 49,56        | 1 591       | 54,41       |
|                | Xavier Poli            | DVG            | 1 263        | 44,74        | 1 333       | 45,59       |
|                | Jean-Marc Penciolelli  | PCF            | 161          | 5,70         |             |             |
|                |                        |                |              |              |             |             |
| Inscrits       | Inscrits               | Inscrits       | 3 512        | 100,00       | 3 512       | 100,00      |
| Abstention     | Abstention             | Abstention     | 555          | 15,80        | 466         | 13,27       |
| Votants        | Votants                | Votants        | 2 957        | 84,20        | 3 046       | 86,73       |
| Blancs et nuls | Blancs et nuls         | Blancs et nuls | 134          | 4,53         | 122         | 4,01        |
| Exprimés       | Exprimés               | Exprimés       | 2 823        | 95,47        | 2 924       | 95,99       |

*sortant

### Canton de L'Île-Rousse
| Candidats      | Candidats         | Étiquette      | Premier tour | Premier tour |
| Candidats      | Candidats         | Étiquette      | Voix         | %            |
| -------------- | ----------------- | -------------- | ------------ | ------------ |
|                | Hyacinthe Mattei* | PS             | 2 411        | 89,59        |
|                | Philippe Suzzoni  | FN             | 280          | 10,41        |
|                |                   |                |              |              |
| Inscrits       | Inscrits          | Inscrits       | 4 455        | 100,00       |
| Abstention     | Abstention        | Abstention     | 1 494        | 33,54        |
| Votants        | Votants           | Votants        | 2 961        | 66,46        |
| Blancs et nuls | Blancs et nuls    | Blancs et nuls | 270          | 9,12         |
| Exprimés       | Exprimés          | Exprimés       | 2 691        | 90,88        |

*sortant

### Canton de Prunelli-di-Fiumorbo
| Candidats      | Candidats               | Étiquette      | Premier tour | Premier tour | Second tour | Second tour |
| Candidats      | Candidats               | Étiquette      | Voix         | %            | Voix        | %           |
| -------------- | ----------------------- | -------------- | ------------ | ------------ | ----------- | ----------- |
|                | Jean-Charles Martinetti | DVD            | 1 403        | 35,97        | 2 001       | 49,31       |
|                | François Tiberi*        | DVG            | 1 280        | 32,82        | 2 057       | 50,69       |
|                | Philippe Vittori        | PRG            | 598          | 15,33        | Retrait     | Retrait     |
|                | Jacques Bartoli         | PCF            | 561          | 14,38        | Retrait     | Retrait     |
|                | Jean-Luc Cavatorta      | PRG            | 58           | 1,49         |             |             |
|                |                         |                |              |              |             |             |
| Inscrits       | Inscrits                | Inscrits       | 5 162        | 100,00       | 5 162       | 100,00      |
| Abstention     | Abstention              | Abstention     | 1 161        | 22,49        | 991         | 19,20       |
| Votants        | Votants                 | Votants        | 4 001        | 77,51        | 4 171       | 80,80       |
| Blancs et nuls | Blancs et nuls          | Blancs et nuls | 101          | 2,52         | 113         | 2,71        |
| Exprimés       | Exprimés                | Exprimés       | 3 900        | 97,48        | 4 058       | 97,29       |

*sortant

### Canton de Niolu-Omessa
| Candidats      | Candidats                 | Étiquette      | Premier tour | Premier tour | Second tour | Second tour |
| Candidats      | Candidats                 | Étiquette      | Voix         | %            | Voix        | %           |
| -------------- | ------------------------- | -------------- | ------------ | ------------ | ----------- | ----------- |
|                | Jean-Baptiste Castellani* | UMP            | 984          | 42,75        | 1 292       | 55,10       |
|                | Lucien Costa              | DVD            | 746          | 32,41        | 1 053       | 44,90       |
|                | Jean-Félix Acquaviva      | REG            | 319          | 13,86        | Retrait     | Retrait     |
|                | Antoine Luisi             | PRG            | 253          | 10,99        |             |             |
|                |                           |                |              |              |             |             |
| Inscrits       | Inscrits                  | Inscrits       | 2 965        | 100,00       | 2 964       | 100,00      |
| Abstention     | Abstention                | Abstention     | 590          | 19,90        | 514         | 17,34       |
| Votants        | Votants                   | Votants        | 2 375        | 80,10        | 2 450       | 82,66       |
| Blancs et nuls | Blancs et nuls            | Blancs et nuls | 73           | 3,07         | 105         | 4,29        |
| Exprimés       | Exprimés                  | Exprimés       | 2 302        | 96,93        | 2 345       | 95,71       |

*sortant

### Canton de Sagro-di-Santa-Giulia
| Candidats      | Candidats              | Étiquette      | Premier tour | Premier tour |
| Candidats      | Candidats              | Étiquette      | Voix         | %            |
| -------------- | ---------------------- | -------------- | ------------ | ------------ |
|                | Jean-Baptiste Motroni* | PS             | 1 464        | 76,37        |
|                | Jean Robert            | PCF            | 453          | 23,63        |
|                |                        |                |              |              |
| Inscrits       | Inscrits               | Inscrits       | 3 352        | 100,00       |
| Abstention     | Abstention             | Abstention     | 1 033        | 30,82        |
| Votants        | Votants                | Votants        | 2 319        | 69,18        |
| Blancs et nuls | Blancs et nuls         | Blancs et nuls | 402          | 17,34        |
| Exprimés       | Exprimés               | Exprimés       | 1 917        | 82,66        |

*sortant

### Canton de Venaco
| Candidats      | Candidats          | Étiquette      | Premier tour | Premier tour | Second tour | Second tour |
| Candidats      | Candidats          | Étiquette      | Voix         | %            | Voix        | %           |
| -------------- | ------------------ | -------------- | ------------ | ------------ | ----------- | ----------- |
|                | Paul Giacobbi*     | PRG            | 711          | 47,59        | 857         | 61,97       |
|                | Louis Mariani      | DVD            | 436          | 29,18        | 526         | 38,03       |
|                | Toussainte Alberti | DVG            | 196          | 13,12        | Retrait     | Retrait     |
|                | Claude Cesari      | REG            | 151          | 10,11        |             |             |
|                |                    |                |              |              |             |             |
| Inscrits       | Inscrits           | Inscrits       | 1 798        | 100,00       | 1 798       | 100,00      |
| Abstention     | Abstention         | Abstention     | 271          | 15,07        | 270         | 15,02       |
| Votants        | Votants            | Votants        | 1 527        | 84,93        | 1 528       | 84,98       |
| Blancs et nuls | Blancs et nuls     | Blancs et nuls | 33           | 2,16         | 145         | 9,49        |
| Exprimés       | Exprimés           | Exprimés       | 1 494        | 97,84        | 1 383       | 90,51       |

*sortant